# Columbine (musikalbum)
Columbine är debutalbumet från den danska sångerskan Aura Dione. Det gavs ut den 28 januari 2008 i Danmark. En internationell version av albumet släpptes den 27 november 2009. Albumet innehåller 12 låtar. Tre singlar gavs ut från albumet. När albumet släpptes i Danmark sålde det fler än 15 000 exemplar. Den internationella versionen innehåller tre låtar som inte finns på originalversionen. De är "I Will Love You Monday (365)", "Stay the Same" och "Lulla Goodbye". Den första singeln från albumet, "I Will Love You Monday (365)", är en ny version av låten "I Will Love You Monday" från originalversionen. Aura Dione skrev själv text och musik till alla låtar på albumet förutom till "Stay the Same" och "Lulla Goodbye".

## Låtlista
1. Glass Bone Crash – 2:24
2. Little Louie – 4:26
3. Something from Nothing – 3:26
4. Stay the Same – 3:11
5. Picture of Moon – 2:44
6. You Are the Reason – 3:02
7. Song for Sophie – 3:19
8. I Will Love You Monday (365) – 3:23
9. Clean Hands – 3:51
10. Are You for Sale – 2:09
11. Antony – 4:39
12. Lulla Goodbye – 3:27

## Listplaceringar
| Lista (2008-2010) | Topplacering |
| ----------------- | ------------ |
| Danmark           | 3            |
| Grekland          | 46           |
| Schweiz           | 30           |
| Tyskland          | 44           |
| Österrike         | 31           |

## Singlar
- 2010 "I Will Love You Monday (365)" (#1 i Tyskland, #2 i Österrike, #3 i Schweiz, #20 i Danmark)[3][4]
- 2011 "Song for Sophie (I Hope She Flies)" (#12 i Tyskland, #16 i Danmark, #18 i Österrike, #68 i Schweiz)[5][6]
- 2011 "Something from Nothing" (#7 i Danmark, #90 i Tyskland)[7]